# Perlík
Perlík je umělá vodní plocha zbudovaná na počátku dvacátých let 21. století na severu České republiky, ve Frýdlantském výběžku u tamního Nového Města pod Smrkem.

## Poloha
Nádrž se nachází jižně od Nového Města pod Smrkem, ve vzdálenosti cca 250 metrů od lokality U Spálené hospody, což je jedno z nástupních míst Singltreku pod Smrkem. Zvolená lokalita byla pro zřízení vybrána kvůli toku dostatečně kapacitního Ztraceného potoka, jenž Perlík obtéká a zároveň jej speciálním potrubím i napájí.

## Historie a parametry
Vybudování Perlíku trvalo čtyři roky, a to od roku 2020 do dubna 2024. Realizován byl v rámci projektu Vracíme vodu do lesů, jehož součástí se do té doby ve Frýdlantském výběžku staly nově zřízené tůně v lesích okolo vrchů Kukačka či Kamenný vrch u Jindřichovic pod Smrkem.
Svým názvem vodní plocha odkazuje k hornickému obouručnímu kladivu, které se ve zdejší lokalitě při důlní činnosti během těžby mědi využívalo.
Rybník má rozlohu 4320 metrů čtverečních s hlavní a boční hrází o délce více než 160 metrů. Podloží je kamenité a propustné. Při jeho budování a rovněž tak při opevňování koryta Ztraceného potoka a výstavbě bezpečnostního přelivu Perlíka se využilo kamene, jenž se v této lokalitě nacházel, vlivem čehož vybudované dílo vhodně zapadlo do krajiny. Finanční náklady na stavbu celého vodního díla dosáhly téměř osmi milionů korun českých. Participovaly na ni jak Lesy České republiky, tak finančním příspěvkem též Ministerstvo zemědělství České republiky.